# چینگدائو دابل استار
چینگدائو دابل استار (انگلیسی: Qingdao DoubleStar) یک تیم حرفه‌ای بسکتبال مستقر در چینگدائو، شاندونگ است. این تیم در حال حاضر در لیگ بسکتبال چین حضور دارد.